# Pinkpop 1988
Pinkpop 1988 werd gehouden op 23 mei 1988 in Landgraaf. Het was de 19e editie van het Nederlands muziekfestival Pinkpop en de eerste in Landgraaf. Er waren circa 36.000 toeschouwers.
Presentatie: Jan Douwe Kroeske.

## Optredens
- Joe Cocker
- Sinéad O'Connor
- The Christians
- The Pogues
- Aswad
- Herman Brood & His Wild Romance
- The Godfathers
- Red Hot Chili Peppers
- The Rainbirds